# پیشگیری از سرطان

نمونه‌ای از تومور موجود در ریه که بر روی رادیوگرافی قفسه سینه تشخیص داده شده‌است

پیشگیری از سَرَطان به مجموعه اعمالی گفته می‌شود که می‌تواند احتمال بروز بیماری سرطان را کاهش دهد.
بسیاری از سرطان‌ها قابل پیشگیری‌اند. بیماری‌های سرطان اگر به موقع تشخیص داده شوند قابل درمان هستند.
در حال حاضر بسیاری از سرطان‌ها چون زود تشخیص داده می‌شوند می‌توان بیمار را تا حد زیادی زنده نگهداشت و بیمار می‌تواند به زندگی خود ادامه دهد این کار با انجام خود آزمایی و غربالگری امکان‌پذیر است.

## آنتی اکسیدها
آنتی‌اکسیدان‌ها موادی هستند که از تشکیل رادیکال‌های آزاد در سلول‌ها جلوگیری می‌کنند. همچنین آنتی اکسیدها از اثرات رادیکال‌های آزاد می‌کاهند. آنتی‌اکسیدان‌ها نقش مهمی در پیشگیری از سرطان دارند.
از آنتی‌اکسیدان‌های مهم بدن می‌توان به ویتامین E اشاره کرد. بهترین منابع غذایی آنتی‌اکسیدان‌ها اگر چه سیستم‌های آنزیمی متعددی برای خنثی کردن رادیکال‌های آزاد در بدن وجود دارد، ولی آنتی‌اکسیدان‌های اصلی ویتامین‌های E, C و بتاکاروتن هستند. سلنیم نیز به عنوان یک مادهٔ معدنی نقش آنتی‌اکسیدانی مهمی دارد. بدن قادر به تولید این ویتامین‌ها و مادهٔ معدنی نیست، بنابراین بایستی از طریق غذا آن‌ها را دریافت کرد. اکسیدکننده‌ها به اشکال مختلفی وجود دارند که معروف‌ترین و خطرناک‌ترین آن‌ها رادیکال‌های آزاد هستند.
مهم‌ترین آنتی اکسیدها:

### لوتوین و زیگانتین
لوتئین و زیگزانتین از مواد آنتی‌اکسیدانی هستند که در تخم مرغ وجود دارند. این مواد آنتی‌اکسیدان علاوه بر جلوگیری از سرطان باعث پیشگیری از بروز آب مروارید می‌شوند.

### ویتامین ث
نام دیگر این ویتامین، اسید اسکوربیک است که محلول در آب است و در تمامی مایعات بدن وجود دارد، به همین دلیل یکی از اولین خطوط دفاعی بدن است؛ ولی نمی‌تواند در بدن ذخیره شود، بنابراین باید به‌طور منظم و پیوسته میوه و سبزی مصرف کرد. نیاز روزانه آن ۶۰ میلی‌گرم است. دریافت ویتامین ث به مقدار بیش از ۲۰۰۰ میلی‌گرم در روز در بعضی افراد، اثرات جانبی مضری مثل ایجاد سنگ کلیه، تهوع و اسهال دارد. مهم‌ترین منابع آن عبارتند از: مرکبات، فلفل سبز، کلم بروکلی، سبزیجات برگی شکل سبز، کیوی، کلم، طالبی، توت فرنگی، اسفناج و سیب زمینی.

### ویتامین ای
ویتامینی محلول در چربی است که همراه با چربی‌ها در کبد و سایر بافت‌های بدن ذخیره می‌شود. ویتامین E تأثیر مولکول‌های رادیکال آزاد را خنثی می‌کند. ویتامین ای اثرات مهمی در بدن دارد مثل تأخیر در پیری سلول‌ها و درمان آفتاب سوختگی. نیاز روزانه آن در مردان ۱۵ واحد بین‌المللی و در زنان ۱۲ واحد بین‌المللی است. منابع غذایی مهم ویتامین ای: روغن‌های گیاهی، جوانه گندم، آجیل، دانه‌ها، غلات سبوس دار، سبزیجات برگی شکل سبز.

### بتاکاروتن
پیش ساز ویتامین آ است که در بدن تبدیل به ویتامین آ می‌شود. بررسی بیش از ۶۰۰ کاروتنوئید مختلف نشان داده‌است که بتاکاروتن (یکی از کاروتنوئیدهای مهم) سبزی‌ها و میوه‌های سبز، زرد و نارنجی را از تخریب ناشی از اشعه خورشید حفظ می‌کند؛ بنابراین تصور می‌شود چنین اثری را نیز در بدن داشته باشد. مقدار معینی برای دریافت آن وجود ندارد.
هویج، کدو حلوایی، کلم بروکلی، سیب زمینی شیرین، اسفناج، گوجه فرنگی، انواع کلم مثل کلم بروکلی، طالبی، هلو و زردآلو منابع غنی بتاکاروتن هستند.

### سلنیم
این ماده معدنی مانع تخریب سلول‌های بدن توسط مواد اکسیژن دار می‌شود، بنابراین از بروز سرطان جلوگیری می‌کند. بهتر است سلنیم لازم را از طریق مواد غذایی دریافت کنید، زیرا دریافت مقادیر بالای سلنیم از طریق مکمل‌ها برای بدن، سمی و خطرناک است. بهترین منابع غذایی شامل: ماهی، گوشت قرمز، غلات، حبوبات، تخم مرغ، مرغ و سیر است. سبزی‌هایی که در خاک‌های غنی از سلنیم، رشد می‌کنند، نیز منبع خوبی از سلنیم هستند.

## رژیم صحیح غذایی

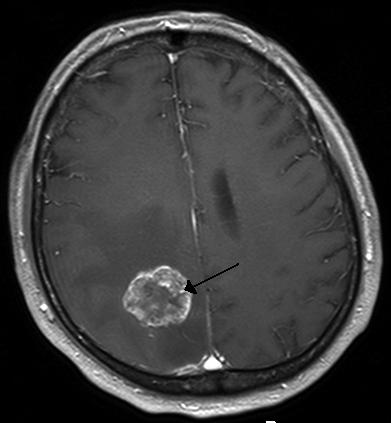
متاستاز مغزی در نیمکره مغزی سمت راست، حاصل از کانسر ریه که در زمان استراحت T۱ با تکنیک تصویربرداری ام‌آرآی با کنتراست داخل وریدی تهیه شده‌است. (L = سمت چپ، P = خلفی، پشت سر)

سیر، کلم، کلم بروکلی، آجیل و خشکبار، مرکبات، زغال اخته، ماهی، کیوی، پیازچه و کلم ترش مواد غذایی هستند که با قرار دادن آن‌ها در برنامه غذایی خود می‌توانی از سرطان جلوگیری کرد.

### انگور
اثر انگور بر پیشگیری از سرطان هنوز به‌طور کامل به اثبات نرسیده اما موادی در انگور وجود دارند که می‌توانند در بهبود انواع سرطان مؤثر باشند.

### انار
مصرف روزانه ۲۵۰ گرم آب انار، در کاهش خطر ابتلا به سرطان پروستات نقش دارد.

### سیر
سیر حاوی ترکیبات گوگرد است دستگاه ایمنی بدن را تحریک می‌کند و یکی از عوامل مؤثر در پیشگیری از سرطان معده است.

### کلم بروکلی
کلم بروکلی از جمله گیاهان ضد سرطان است. اما مصرف آن بیشتر به صورت خام توصیه می‌شود. گرما و امواج مایکروویو می‌تواند خاصیت ضد سرطانی آن را تا ۹۷ درصد کاهش دهد.

### چای
چای هم از نوع قرمز و هم از نوع سبز دارای میزان زیادی آنتی‌اکسیدان می‌باشد.

### آجیل و خشکبار
آجیل سرشار از سلنیم است. سلنیوم سلول‌های سرطانی را وادار به خودکشی می‌کند و همچنین به سلول‌های جهش یافته کمک می‌کند که DNA خود را ویرایش کنند.

### مرکبات
مصرف مرکبات، خطر ابتلا به سرطان دهان، گلو و معده را تا ۵۰ درصد کاهش می‌دهد.

### زغال اخته
زغال اخته بیشترین میزان آنتی‌اکسیدان را در بین میوه‌ها به خود اختصاص داده.

### گوجه فرنگی

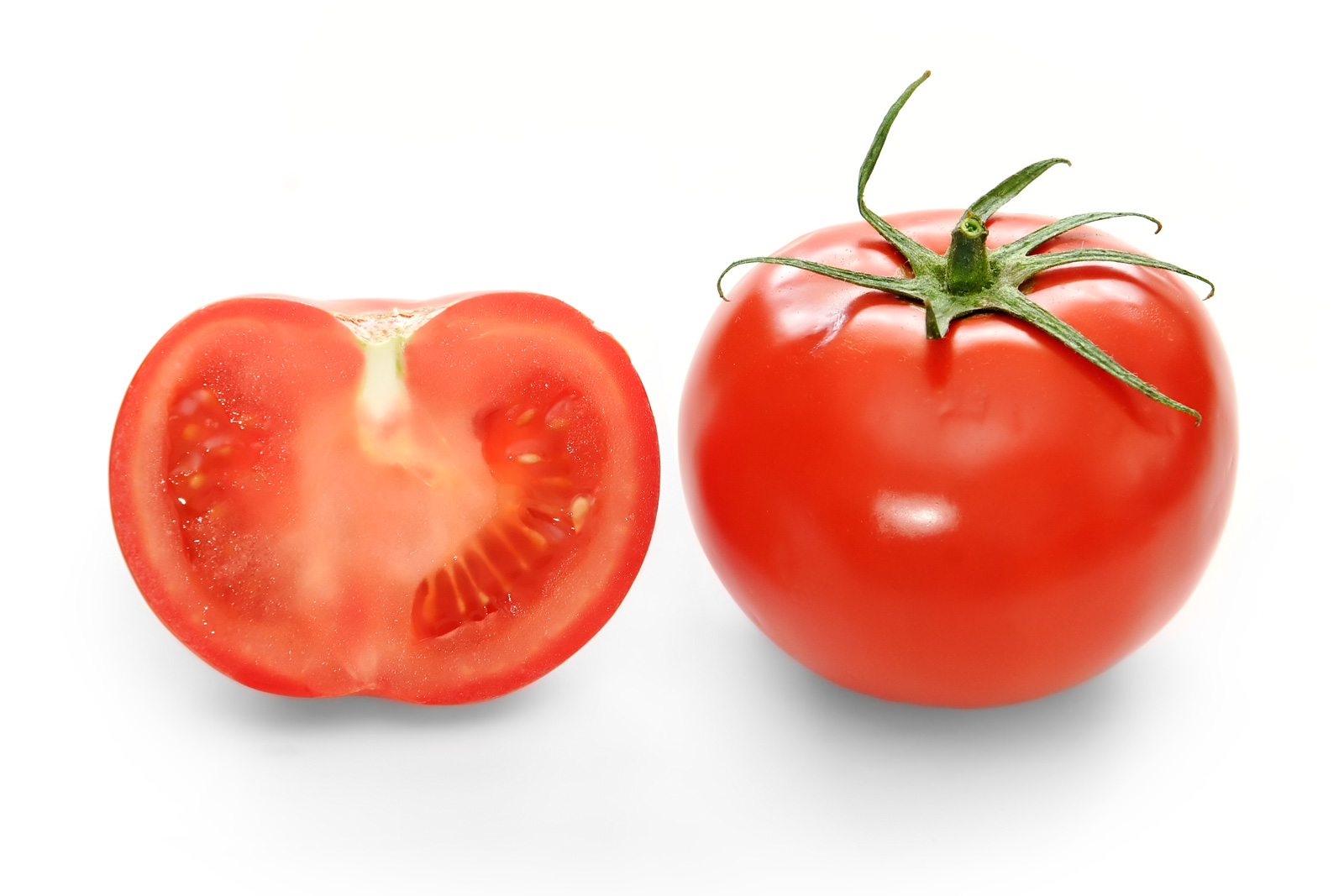
گوجه فرنگی حاوی مقادیر بالای آنتی‌اکسیدان است.

مصرف گوجه فرنگی به خصوص به حالت پخته در کاهش انواع سرطان به خصوص سرطان سینه، پروستات، ریه ومعده نقش به سزایی دارد.

### ماهی
مصرف ماهی به خصوص ماهی‌های چرب مانند سالمون، ساردین، تن و میگو با کاهش سرطان اندومتر در خانم‌ها نسبت مستقیم دارد.

### کیوی
کیوی دارای میزان زیادی ویتامین C، ویتامین E، لوتئین، مس و خاصیت آنتی‌اکسیدانی است.

### پیازچه
پیاز می‌تواند خطر سرطان پروستات در مردان را تا ۵۰ در صد کاهش دهد.

### کلم ترش
کلم ترش به کلم رنده شده و آب‌پز با سرکه گفته می‌شود. تخمیر موجب ایجاد ترکیبات ضد سرطانی می‌شود.

## عدم استفاده از دخانیات و مشروبات الکلی

نمودار نشان می‌دهد که چگونه افزایش کلی فروش محصولات تنباکو در ایالات متحده آمریکا در چهار دهه اول قرن ۲۰ (سیگار به ازای هر نفر در هر سال) به افزایش سریع نرخ سرطان ریه در طول دهه ۳۰، ۴۰ و ۵۰ منجر شده‌است (مرگ و میر ناشی از سرطان ریه در هر ۱۰۰٬۰۰۰ جمعیت آقا در هر سال)

### سیگار
تمام انواع دخانیات انسان را در مسیر ابتلا به سرطان قرار می‌دهند. ترک دخانیات بهترین کار برای جلوگیری از سرطان در این افراد است. خودداری از مصرف دخانیات از خطر چندین نوع سرطان می‌کاهد از جمله: ریه، مری، حنجره، دهان، مثانه، کلیه‌ها، لوزالمعده، گردن رحم، سرطان خون (لوسمی میلویید حاد).
در ایالات متحده آمریکا سیگار مسئول حدود ۹۰ درصد تمام موارد سرطان ریه که یک علت عمده مرگ‌های ناشی از سرطان در مردان و زنان است به‌شمار می‌رود. با هر بار استعمال سیگار، بیشتر از ۶۰ ماده سرطان زا وارد ریه هامی شود. به علاوه تار (ماده قیر مانند) موجود در دود سیگار لایه قهوه‌ای رنگ چسبنده‌ای را بر روی پوشش داخل حباب‌های هوایی و مسیرهای عبور هوا می‌سازد که خود مقدار زیادی از این مواد سرطان‌زا در خود نگه می‌دارد. فرودادن دود سیگار یا جویدن و تف کردن توتون هیچ‌کدام سالم و بدون خطر نیستند. سیگاری‌ها، در مقایسه با غیرسیگاری‌ها بیشتر دچار سرطان ریه و نیز سرطان حنجره، مری و دهان می‌شوند. جویدن توتون همچنین بر خطر ابتلا به سرطان‌های دهان، گونه‌ها و لثه می‌افزاید. حتی اگر خودتان سیگار نمی‌کشید، خود را در معرض دود دیگران قرار ندهید. همه ساله حدود ۳۰۰۰ غیر سیگاری در نتیجه قرار گرفتن در معرض دود از سرطان ریه می‌میرند.
دود سیگار حاوی بیش از ۶۰ ماده سرطان‌زا شناخته شده‌است. مانند ایزوتوپ پرتوزا ناشی از فرایند تجزیه رادون. همچنین، نیکوتین پاسخ ایمنی بدن را در مقابل رشد سلول‌های سرطانی در بافت‌های آسیب دیده سرکوب می‌کند.

### قلیان
دود قلیان نه تنها همهٔ مواد سرطان زای سیگار را دارد، بلکه دارای مقدار بیشتری گاز سمی مونوکسید کربن است. همچنین چون دود قلیان به دلیل گذر از آب مرطوب است، در ریه‌ها و مخاط بدن رسوب کرده بنابراین عوارض مصرف قلیان ۷ تا ۱۰ برابر سیگار است.

### الکل

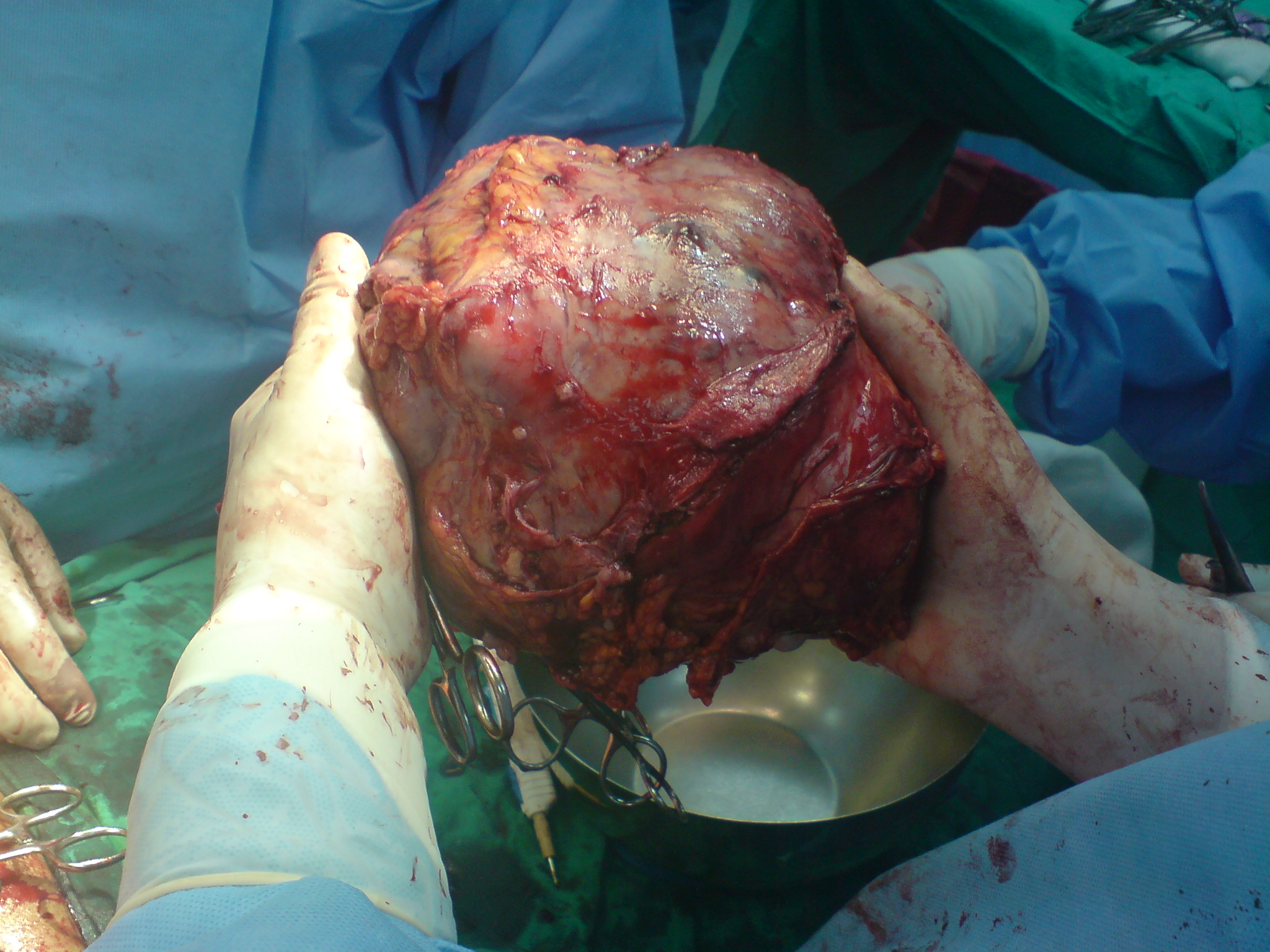
نگارنمای یک کبد سرطانی

هر میزان از الکل می‌تواند خطر ابتلا به سرطان را افزایش دهد. تحقیقات نشان داده که حدود ۶ درصد(۲۱۸۲ مورد از ۶۶۲۰ مورد ابتلا) از کل سرطان‌های ایجاد شده در استرالیا در سال ۲۰۰۹ بر اثر استفاده از مشروبات الکلی بوده.
مصرف الکل احتمال ابتلا به سرطان‌های دهان، گلو، حنجره، مری، کبد و لوزالمعده را به شدت افزایش می‌دهد.

## معاینه خود
برای تشخیص زود هنگام سرطان باید همواره خود را معاینه کنید. اگر سرطان زود تشخیص داده شود احتمال درمان آن تا حد زیادی افزایش پیدا می‌کند.
مهم‌ترین علایمی که باید مراقب آن‌ها باشید و با یافتن هرکدام از آن‌ها به پزشک مراجعه نمایید، به قرار زیر است:
1. وجود توده در هرجایی از بدن مانند پستان یا بیضه
2. تغییر در یک خال پوستی
3. زخمی که بهبود نمی‌یابد
4. سرفه یا گرفتگی صدا به‌طور مداوم
5. سوء هاضمه یا اختلال در بلع به‌طور مداوم
6. تهوع یا سرفه خون آلود
7. تغییر در عادات طبیعی روده مانند اسهال یا یبوست به‌طور دایم
8. وجود هرگونه خون در ادرار یا مدفوع و هر خون‌ریزی غیرطبیعی واژینال
9. کاهش وزن غیرقابل توجیه
10. بی اشتهایی غیرقابل توجیه

داشتن هریک از علایمی که در بالا ذکر شد به معنی وجود سرطان نیست بلکه ممکن است نشانه‌ای از وجود سرطان باشد.
همچنین خانم‌ها از سن ۴۰ سالگی به بعد باید هرساله ماموگرافی انجام دهند.

## اصلاح سبک زندگی

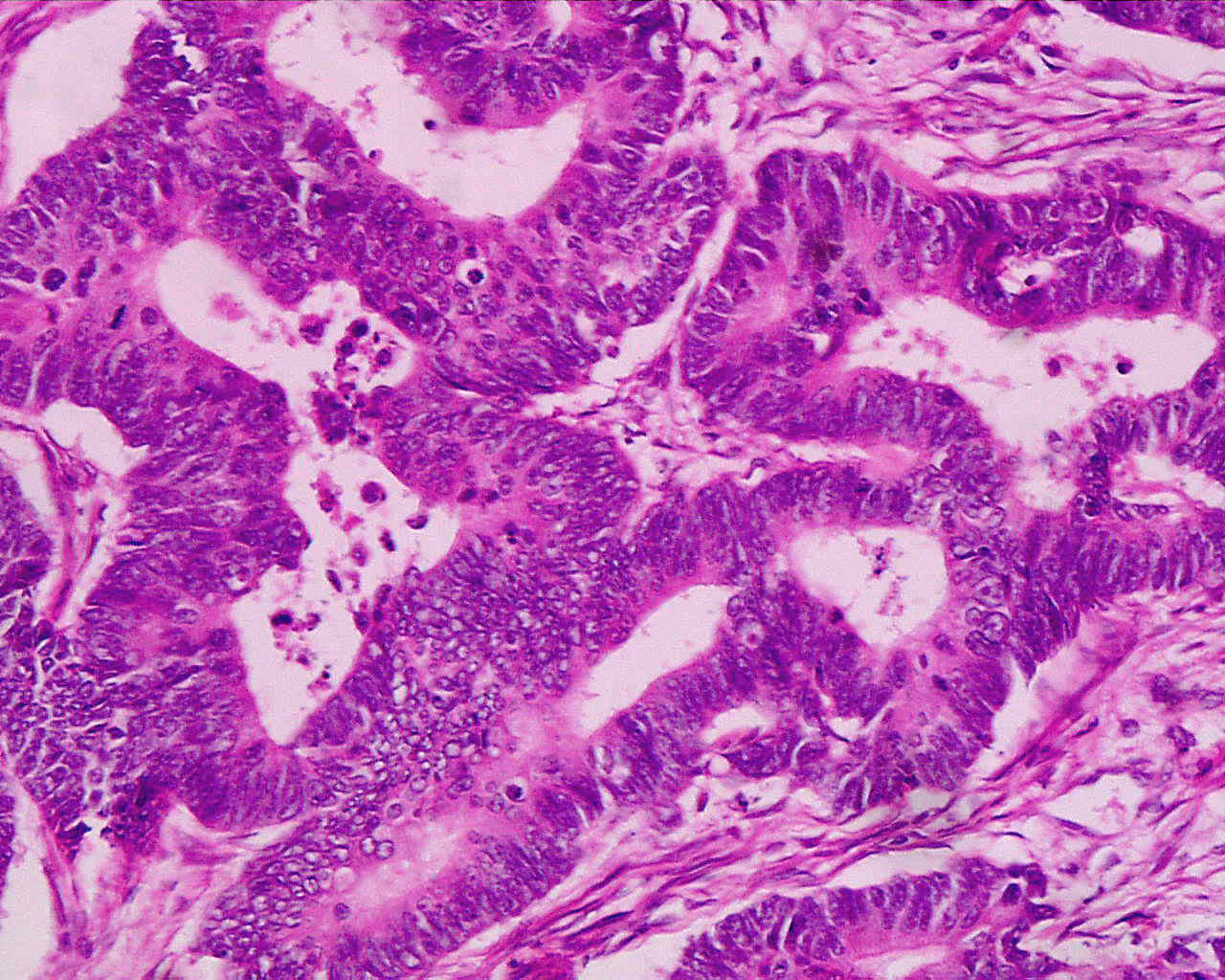
ازدیاد سرطانی سلول‌های بافت غده

به تازگی محققان تحقیقاتی را در زمینه تأثیرات سبک زندگی در ایجاد سرطان آغاز کرده‌اند.

### استرس
استرس و فشارهای روحی موجب ترشح هورمون کورتیزول می‌شود و این هورمون نقش مهمی در سرکوب سیستم ایمنی بدن دارد. هورمون کورتیزول موجب تجزیه پروتیین‌ها از جمله پرفورین و اینترفرون‌ها می‌شود. همچنین استرس موجب مقاومت بیشتر سلول‌های سرطانی می‌شود.

### ورزش
فعالیت بدنی و ورزش می‌تواند تا حدود ۴۰ درصد از احتمال ابتلا به سرطان روده بزرگ بکاهد. همچنین ورزش موجب کاهش خطر ابتلا به سرطان پستان می‌شود.
حداقل ۳۰ دقیقه ورزش در روز باعث کاهش خطر ابتلا به سرطان می‌شود.

### چاقی
انواع سرطان‌های روده بزرگ، پستان، جدار رحم، کلیه، و مری با چاقی ارتباط دارند.
کاهش وزن حتی در بهبود بیماران مبتلا به سرطان هم مفید است. همچنین افزایش وزن در بزرگسالی موجب افزایش احتمال ابتلا به سرطان است.
در بیماران بهبود یافته از سرطان، افزایش وزن می‌تواند موجب سرطان‌های دیگر شود.
گردآمدن چربی‌ها در دورشکم باعث ترشح استروژن به خون می‌شود و با سرطان‌های سینه، روده بزرگ، لوزالمعده و رحم ارتباط دارد.
مصرف بیش از ۲/۴ گرم نمک خطر ابتلا به سرطان معده را افزایش می‌دهد.

### هوای سالم
اثر ذرات معلق در هوای آلوده در ایجاد سرطان ریه به اثبات رسیده. همچنین این ذرات می‌توانند موجب سرطان سینه و معده شوند.

## ضدآفتاب
مصرف ضدآفتاب می‌تواند تا حدی مانع از برخورد اشعه فرابنفش به پوست شود. اما مطالعات جدید نشان داده که مصرف زیاد ضدآفتاب‌ها خود باعث ایجاد سرطان می‌شود. همچنین ضدآفتاب‌ها با کاهش جذب ویتامین D به ایجاد سرطان‌های روده بزرگ و استخوان کمک کند.
ضدآفتاب‌های مناسب معمولاً SPF بالای ۱۵ دارند.
اجازه ندهید پوستتان بسوزد و ضایعات ناشی از آفتاب را درمان کنید.

## واکسیناسیون
واکسیناسیون با جلوگیری از ابتلا به بیماری‌های مختلف باعث جلوگیری از تضعیف سیستم ایمنی بدن شده و ایمنی بدن را همیشه قدرتمند نگه می‌دارد.

## برخی از مواد آرایشی
در برخی لوازم آرایشی به خصوص انواع تقلبی آن‌ها از مواد سرطان زا استفاده می‌شود مانند فتالات، فرمالدئید، اکسی بنزون. وبنزیل بنزوات که باعث مواردی از سرطان می‌شوند.

## شناخت عوامل سرطان زا
یکی از بهترین روش‌ها برای پیشگیری از سرطان، استفاده نکردن از عوامل سرطان زا است. تعدادی از موادی که در زندگی روزانه افراد استفاده می‌شوند می‌توانند خطرات جدی داشته باشند. مانند: آزبست ،نور خورشید ،نور سفید ،خاک اره ،نوشیدنی‌های الکلی، بنزن (موجود در بنزین) و نفتالین
این مواد باعث تحریک رادیکال‌های آزاد می‌شوند و این رادیکال‌ها با گرفتن الکترون از دیگر مولکول‌ها، دست به تخریب دیگر مولکول‌ها، سلول‌ها و دی ان ای می‌زند که موجب جهش ژنتیکی و پدید آمدن انواع سرطان‌ها می‌شوند.

## جستارها وابسته
سرطان
آنتی‌اکسیدان
رادیکال آزاد